# Route nationale 7bis
Die Route nationale 7bis, kurz N 7bis oder RN 7bis, war eine französische Nationalstraße.
Die Straße wurde 1824 zwischen Lapalisse und Bost festgelegt. Ihre Länge betrug 14,5 Kilometer. Ihre Einrichtung reichte auf eine Entscheidung aus dem Jahr 1816 zurück. Als Seitenast der Nationalstraße 7 verband Lapalisse mit der Nationalstraße 106, um eine kurze Verbindung nach Vichy herzustellen. 1933 erhielt sie durch die Festlegung weiterer Seitenäste der N 7 die Bezeichnung N 7C als dritter Seitenast der N 7 von Startpunkt der N 7 in Paris aus gesehen. 1950 wurde die N 106 um Vichy neu trassiert. In diesem Zusammenhang erfolgte dann eine Führung der N 7C nach Magnet. Die freigewordene Trasse wurde zusammen mit der frei gewordenen alten Trasse der N 106 zur N 106B. 1973 erfolgte die Abstufung aller ehemaligen Abschnitte der N 7bis.